# Годфри, Линси
Линси Годфри (англ. Linsey Godfrey; род. 25 июля 1988, Стьюарт, Флорида) — американская актриса мыльных опер.

## Биография и карьера
Она начала свою карьеру с ролей в сериалах «Холм одного дерева» и «Поверхность». В 2006 году Годфри навещала свою семью в Таллахасси, когда ей поставили диагноз лимфома Ходжкина. Она закончила лечение через семь месяцев и вернулась в Лос-Анджелес, чтобы продолжить свою актёрскую карьеру. У неё есть татуировка, лента выжившего, на затылке. Она с тех пор появилась в «Морская полиция: Спецотдел», «Детектив Раш» и «C.S.I.: Место преступления Майами», прежде чем переместиться в мыльные оперы.
Годфри наиболее известна благодаря своей роли Кэролайн Спенсер Форрестер в дневной мыльной опере CBS «Дерзкие и красивые», где она снимается с 2012 года. В 2014 и 2015 годах она номинировалась на дневную премию «Эмми» за свою роль в шоу. Годфри также появилась в сестринском мыле CBS «Молодые и дерзкие» в 2014 году.
12 июня 2014 года Годфи родила дочь, Элиду Серен Адамсон, от актёра Роберта Адамсона.
2 февраля 2015 года Годфри, во время ходьбы по тротуару в Лос-Анджелесе, пострадала в результате автомобильной аварии. Автомобиль после столкновения с другим транспортным средством выехал на тротуар и сбил её. Спасателям Годфри пришлось извлекать из под обломков, прежде чем она была доставлена в больницу. Годфри, которая восемь месяцев назад родила ребёнка, сломала в аварии обе ноги и вследствие этого перенесла операции в больнице.
В мае 2019 года Годфри призналась, что однажды она сделала аборт, поскольку не была готова финансово или эмоционально к рождению ребёнка.

## Избранная фильмография
| Год  |   | Русское название             | Оригинальное название    | Роль |
| ---- | - | ---------------------------- | ------------------------ | ---- |
| 2011 | с | Волшебники из Вэйверли Плэйс | Wizards of Waverly Place | Люси |